# Михайловка (Іглінський район)
Миха́йловка (рос. Михайловка, башк. Михайловка) — присілок у складі Іглінського району Башкортостану, Росія. Входить до складу Красновосходської сільської ради.
Населення — 211 осіб (2010; 185 в 2002).
Національний склад:
- росіяни — 91 %